# Sieben Schmerzen Mariä (Günzburg)

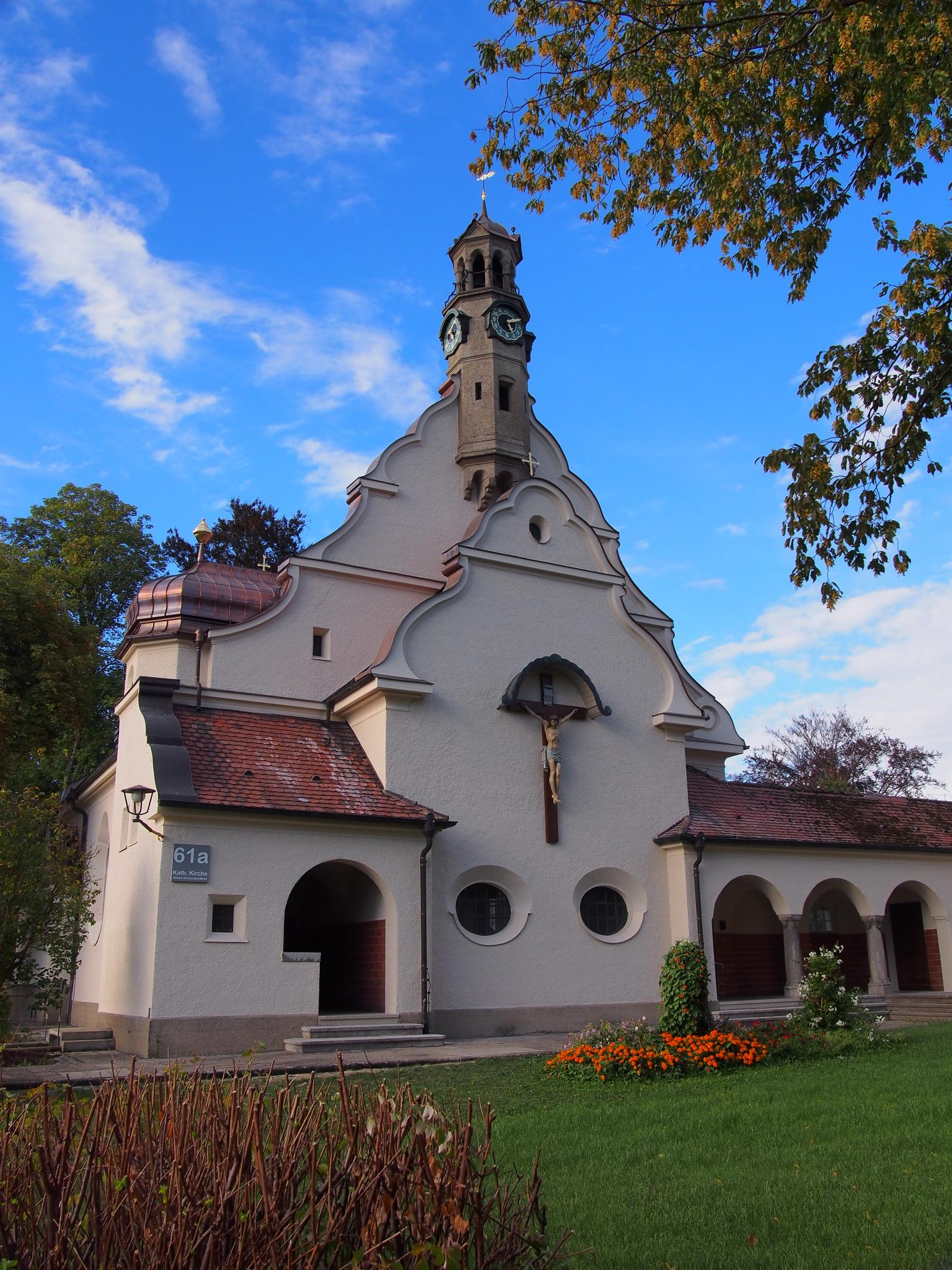
Kirche Sieben Schmerzen Mariä in Günzburg

Die katholische Kirche Sieben Schmerzen Mariä (ursprünglich St. Andreas) in Günzburg, der Kreisstadt des Landkreises Günzburg im bayerischen Regierungsbezirk Schwaben, wurde von 1914 bis 1917 als Kirche der ehemaligen Heil- und Pflegeanstalt errichtet. Die Kirche an der Reisensburger Straße ist ein geschütztes Baudenkmal.
Der Saalbau mit stark eingezogenem Chor und Dachreiter mit laternenartigem Aufsatz mit Haube wurde nach Plänen des königlichen Bauamtmannes Widerspick und Franz Saumweber errichtet. 
Der Bau wurde im Sommer 1917 ohne Ausstattung fertig. Erst im Jahr 1926 konnte die Einweihung erfolgen, da die nach Plänen von Franz Saumweber gefertigten Hoch- und Seitenaltäre und andere Teile erst spät vollendet werden konnten. 